# Björkskatan

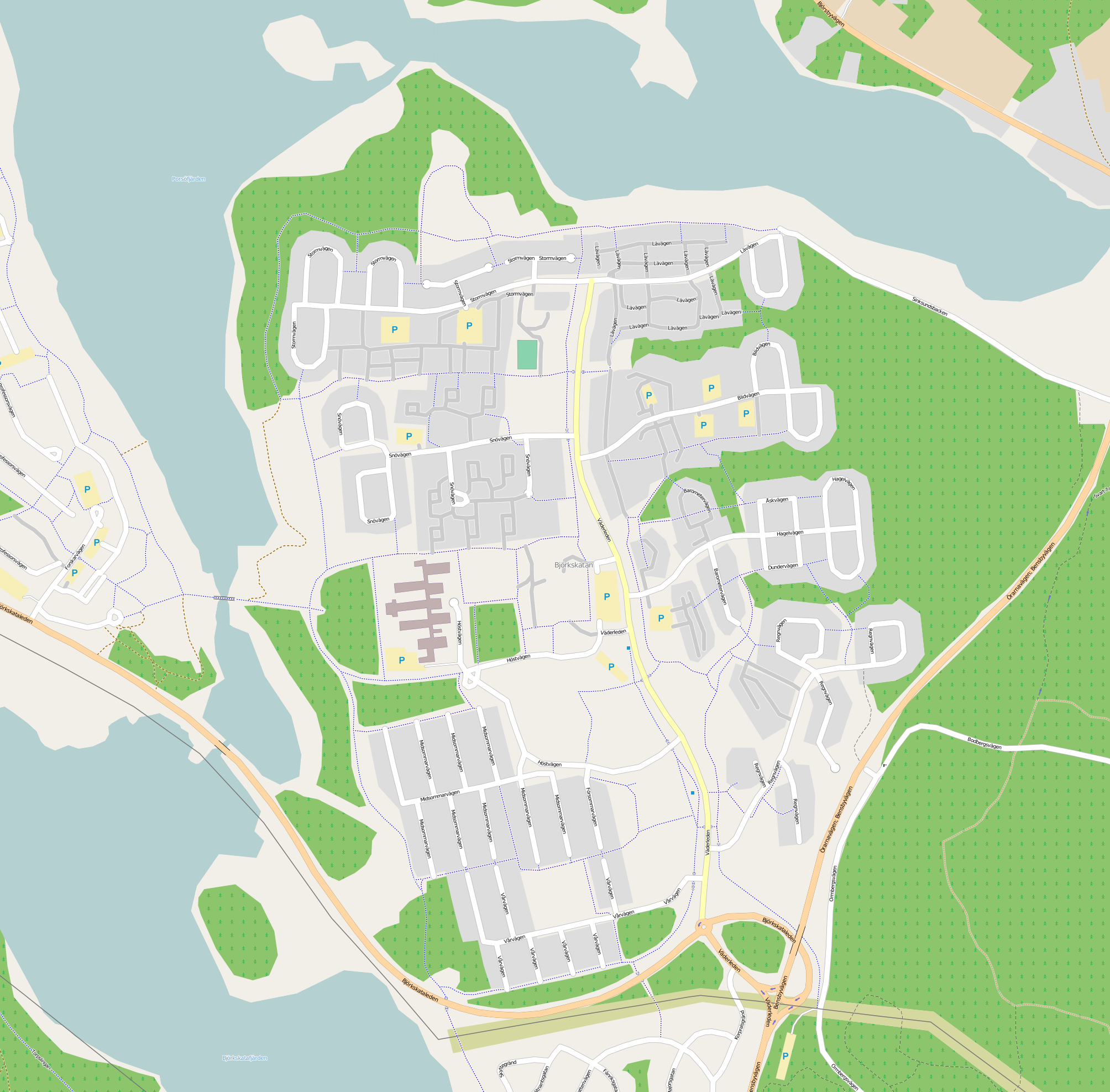
Karta över Björkskatan.

Björkskatan är en bebyggelse i Luleå kommun och stadsdel i Luleå, belägen på en björkbevuxen udde (fornsvenska: skata), därav namnet, vid
Björsbyfjärdens östra strand. Stadsdelen  har byggts ut i etapper sedan 1970-talet, mestadels med villor och radhus.
Bebyggelsen räknades av SCB före 2015 och efter 2018 som en del av tätorten Luleå. 2015 klassades den som en egen tätort med 4 388 invånare på 154 hektar.

## Historia
Björkskatan tillhörde historiskt sett byn Björsbyn i Nederluleå socken. I vad som nu är stadsdelens sydvästra del låg några gårdar, varav en är bevarad, som gick under namnet Björkskatan. Strax utanför dessa ligger den lilla ön Björkskatagrundet. Mellan denna och Lulsundskanalen sträcker sig Björkskatafjärden. Björkskatan kom senare att syfta på bebyggelsen söder om kommungränsen, det vill säga dagens Lulsundet. 
Efter kommunsammanslagningen 1969 kunde staden Luleå expandera norrut. I början av 1970-talet byggdes några hundra villor kring ett antal säckgator kring Midsommarvägen och Vårvägen. Det var den första delen av en större stadsdel, som ursprungligen benämndes Norra Björkskatan. Namnet kortades snart till Björkskatan, samtidigt som Lulsundet återfick sitt tidigare namn. Namnet Norra Björkskatan förekommer dock fortfarande på vägskyltar i området.
Större delen av Björkskatan, inklusive centrumanläggningen, byggdes under sent 1970-tal. Vid denna tid förbands stadsdelen även med Porsön och det framväxande Luleå tekniska universitet, dels genom en gång- och cykelbro, dels genom trafikleden Björkskataleden.
Bebyggelsen kring Regnvägen och Tövägen planerades ursprungligen under 1970-talet, men sköts på framtiden i samband med att planerna för Stålverk 80 skrinlades. De sydöstra delarna av Björkskatan växte därefter fram under 1980-talet och 1990-talet. Under denna tid byggdes även studentbostäder vid centrum.

## Samhället
I Björkskatans centrum finns Coop, ett mindre gym, tre pizzerior, högstadieskola jämte ett bibliotek,, hälsocentral, idrottsplats och en frikyrka samt en inomhusgolfbana. I centrum finns även några hundra studentboenden (korridorboenden).
Två låg- och mellanstadieskolor finns på Björkskatan samt en F-9 skola och några förskolor.
Det finns ett vård-och omsorgsboende med 32 lägenheter på Regnvägen.

### Gatuadresser
Samtliga adresser är uppkallade efter väder och årstider.
- Barometervägen
- Blidvägen
- Dundervägen
- Försommarvägen
- Hagelvägen
- Höstvägen
- Lävägen
- Midsommarvägen
- Regnvägen
- Snövägen
- Stormvägen
- Vårvägen
- Väderleden
- Åskvägen

### Angränsande områden
- Dalbo
- Hällbacken
- Lulsundet
- Ormberget
- Porsön
- Sinksundet

## Kommunikationer
Till och från Björkskatan går Luleå lokaltrafiks busslinjer 2 och 3, samt vissa direktlinjer.

## Personer från Björkskatan
Ståuppkomikerna Ola Söderholm och Sandra Ilar är båda uppvuxna i radhusområdet på Lävägen längst norrut på Björkskatan.